# Улица Пирогова (Симферополь)
Улица Пирогова — улица в Киевском районе Симферополя. Названа в честь хирурга Николая Пирогова. Общая протяжённость — 720 м.

## Расположение
Начинается на перекрёстке с Первомайской улицей. Пересекается улицами Ломаносова, Радищева и Лескова. Улица Пирогова соединена с улицей Рылеева и переулком Пирогова. Заканчивается переходом в улицу Софьи Перовской. Общая протяжённость улицы составляет 720 метров. В непосредственной близости от улицы находится Таврический национальный университет и средняя школа № 8.

## История
До установления советской власти Пироговской улицей в Симферополе называлась современная улица Дзержинского. Для увековечивания памяти хирурга Николая Пирогова, работавшего в Симферополе, его имя, после Великой Отечественной войны было присвоено новой улице, расположившейся близ университета.
Улица частично асфальтирована.